# Riddim Driven
Riddim Driven jest serią składanek wydawanych przez  VP Records.  Każda z płyt składa się z piosenek śpiewanych przez różnych wykonawców na tym samym riddimie. Odpowiednikiem tej serii w Greensleeves Records jest Greensleeves Rhythm Album.

## DyskografiaRiddim Driven

### 2001
1. Chiney Gal & Blazing
2. Speed & Full Moon
3. Thunder & Bedroom
4. Trilogy
5. Extasy
6. Tun It Up
7. Juice
8. Pressure Cooker
9. Slow Down The Pace
10. Rice and Peas
11. Candle Wax
12. Trilogy Pt 2. & Ole Sore
13. Scare Crow
14. Giddeon War
15. Liquid
16. Nine Night
17. Mr Brown Meets Number One
18. Engine 54 & Humanity
19. Buy Out

### 2002
1. Glue
2. Just Friends
3. The Flip
4. Bondage
5. X5
6. Renegade
7. Hi Fever
8. Tabla
9. White Liva
10. Engine
11. Blindfold
12. Party Time
13. The Beach
14. Rematch
15. Mexican
16. G-String
17. Diesel

### 2003
1. The Wave
2. Diggy Diggy
3. Washout
4. Tai Chi
5. 44 Flat
6. Hydro
7. Throw Back
8. Time Travel
9. Sexy Lady
10. Caribbean Style
11. All Out
12. Forensic
13. Scream
14. Wanted
15. Good Times
16. Salsa
17. Adrenaline
18. Earth, Wind & Flames
19. Golden Bathtub
20. Puppy Water
21. Trafalga

### 2004
1. Project X
2. Fiesta
3. Coolie Skank
4. Celebration
5. Hot Gal
6. Flava
7. Chrome
8. Doctor's Darling
9. Career
10. Mad Instruments
11. Check It Back
12. Thrilla
13. I Swear
14. Sunlight
15. Maybach
16. Dancehall Rock
17. Stepz
18. Phantom
19. Grindin
20. Cookie Monster & Allo Allo
21. Dreamweaver
22. Hardtimes
23. Juicy
24. Mamacita
25. Tiajuana
26. Tun It Up Ah Nadda Notch

### 2005
1. Rah! Rah!
2. Strip Down
3. Lion Paw
4. 1985 Sleng Teng Extravaganza
5. Ruckus
6. Bubble Up
7. Kopa
8. Sleepy Dog
9. Bingie Trod
10. Return to Big Street
11. Cry Baby
12. My Swing
13. Bad Bargain
14. First Prize
15. Old Truck
16. Lava Splash
17. Ice Breaka
18. Applause
19. Move
20. My Baby
21. Throw Back Giggy
22. Sleng Teng Resurrection

### 2006
1. R.A.W. (Ready and Willing)
2. Baddis Ting
3. Reflections
4. Capital P
5. Nookie 2K6
6. Wild 2 Nite
7. Smash
8. Global
9. Red Bull & Guinness
10. Higher Octane
11. Dem Time Deh
12. Wipe Out
13. Gully Slime
14. Full Draw
15. Sidewalk University
16. Consuming Fire
17. 2 Bad Riddims 3 (Eighty-Five & Stage Show)

### 2007
1. 12 Gauge
2. Dreaming
3. Power Cut
4. Heathen
5. Tremor
6. Jam Down
7. Guardian Angel
8. Stop the Fighting

### 2008
1. Shaddowz (Darker Shadow, Dark Again & Shadow)
2. Rub-A-Dub
3. To The World: Vol. 1

### 2009
1. Beauty & the Beast
2. Rock Steady
3. Sweet
4. Clearance
5. Trippple Bounce

### 2010
1. Ghetto
2. Street Team
3. World Premiere
4. Classic